# 俄久乡
俄久乡，是中华人民共和国西藏自治区那曲市尼玛县下辖的一个乡镇级行政单位。

## 行政区划
俄久乡下辖以下地区：
退雄加村、吴嘎尔村、俄索村和玛迁村。